# Ербас А350
Ербас А350 (енгл. Airbus A350) је фамилија широкотрупних дуголинијских авиона европског произвођача Ербас. Ербас А350 је први авион Ербаса чија је структура већински направљена од пластике ојачане угљеничним влакнима (композитних материјала). Може да прими 280-440 путника у три класе, зависно од конфигурације коју изаберу авио компаније.
Програм А350 је почео као модификација модела А330, уз мање измене како би конкурисао Боинговим моделима 787 и 777, међутим ова варијанта је одбачена од велике већине купаца. Ербас је кренуо у додатне модификације али су авио-компаније затражиле потпуно нови модел. Крајњи предлог је модел који доноси велике измене за који Ербас тврди да ће донети велике уштеде у потрошњи горива и загађењу животне средине и бити 8% ефикаснији за одржавање од модела 787. Нови модел је изашао на тржиште као А350 XWB (Еxtra Wide Body), где ознака XWB означава да је труп додатно проширен. Први купац и оператор новог А350 је Катар ервејз који је наручио 80 летелица у све три понуђене варијанте. Трошкови развоја су процењени на 12 милијарди € (15 милијарди $, 10 милијарди £). Модел је ушао у комерцијалну употребу почетком 2015. године. До 31. децембра 2016. године авио-компаније су наручиле 818 летелица.
Авион ће се продавати у три основне верзије 800, 900 и 1000.

## Пројекат
У септембру 2007. Ербас је на скупу којем је присуствовало преко 100 представника тренутних и потенцијалних купаца објавио нови, побољшани пројекат XWB. А350 XWB ће бити базиран на технологијама развијеним за модел А380 и имаће сличан кокпит и систем контрола летелице. Већину структуре авиона ће чинити композитни материјали (53%), док ће остатак бити од 19% алуминијум-литијум легуре, 14% титанијума, 6% челика и 8% других материјала. У поређењу, Боинг 787 се састоји од 50% композита, 20% алуминијума, 15% титанијума, 10% челика и 5% других материјала. Циљ Ербаса је био да до октобра 2008. замрзне коначан пројекат и очекују се 10% нижи трошкови одржавања и 14% мања маса празног авиона по седишту од конкуренције.
Ербас тврди да нови пројекат пружа бољу атмосферу у кабини са нивоом влаге од 20% током лета и притисак еквивалентан оном на 1.800 метара надморске висине, као и систем контроле протока ваздуха у кабини који се аутоматски прилагођава степену попуњености кабине. Циљ Ербаса је да сертификује модел А350 са 350 минута ЕТОПС стандардом по уласку у употребу.

## Варијанте
Постоје три основне варијанте авиона и све у лансиране 2006. По подацима од новембра 2011. модел А350-900 треба да уђе у операциону употребу у првој половини 2014. затим модел -800 средином 2016. и на крају модел -1000 2017. Све варијанте ће бити понуђене и као корпоративни џетови.

### А350—800
Овај модел ће превозити 270 путника у три класе, са 9 седишта у реду. Имаће долет од 15.700 km (8.480 ). Дизајниран је да буде конкуренција Боинговом моделу 787-9 и да директно замени модел Ербас А330-200. У јануару 2010. Ербас је објавио да ће модел -800 бити конструисан тако да буде просто скупљена верзија модела -900, уз мање измене система и структуре. Овим потезом већина делова ће бити заједничка, што није био случај при претходном, засебном дизајну модела -800. Ова сличност са већим братом омогућава већу максималну полетну масу (МПМ), што ће побољшати носивост/долет у односу на оригинални дизајн. Промена ће узроковати већу потрошњу горива за “пар процената”.
Труп модела -800 је скраћен 10 секција (шест напред и четири назад) у односу на модел -900. Основна верзија ће имати МПМ од 248 , максимална маса при слетању (ММС) 190 t, максималну масу без горива (ММБГ) 178 t и моторе чији је потисак 330 . Као опција постоји повећана МПМ за 11 t на 259 t, са такође повећаном ММС на 193 t и ММБГ од 181 t. Потисак мотора је такође повећан - 370 kN (сличан потиску модела -900). Ову опцију је Ербас понудио купцима у априлу 2010. као додатну опцију. Ово увећање доноси већу носивост за 3 t или 459 km додатног долета.

### А350—900
Варијанта А350-900 је прва из фамилије А350, која ће ући у употребу, превозиће 314 путника у три класе, са 9 седишта у реду. Предвиђен је долет од 15.000 km (8.100 nmi). Ербас тврди да ће ова варијанта донети укупно смањење масе од по 16% по једном седишту, 30% мањи утрошак горива по путнику и 25% мање трошкове одржавања у односу на Боинг 777-200ER.
Верзије -900R и -900F су такође предложене, али још нису лансиране на тржиште. Оне ће користити моторе са већим потиском, ојачану структуру и стајни трап варијанте -1000. Долет „стандардне“ варијанте А350-900R је процењен на 17.600 km (9.500 nmi), што ће моћи да се повећа на 19.100 km (10.315 nmi) додатним променама да би могао да конкурише Боингу 777-200LR. Ова верзија била би у стању да лети нон-стоп од Лондона до Окланда, у трајању од око 23 сата. Варијанта А350-900 је пројектован да се такмичи са Боингом 777-200ER и да замени верзију Ербас А330-300.
Почетком октобра 2015. године компанија Сингапур ерлајнс постала је први купац варијанте Ербаса А350 са повећаним долетом. Ова варијанта, названа –900ULR (енгл. Ultra Long Range), омогућиће сингапурској авио-компанији да обнови нон-стоп летове до Њујорка (15.345 км; 18 сати 50 минута) и Лос Анђелеса (14.114 км; 18 сати 05 минута), а које је до новембра 2013. обављала Ербасовим моделом А340-500. Нова варијанта ULR имаће повећану максималну полетну масу од 280 тона, побољшану аеродинамику, као и резервоаре увећане за 17% у односу на стандардну варијанту –900, односно моћи ће да прими 165.000 литара горива. У саопштењу је наведено да ће купци, уколико то пожеле, моћи да након одређеног периода употребе прераде ULR верзију назад на стандардну варијанту –900. Компанија планира да обнови летове за Њујорк по доласку у флоту нових летелица 2018. године.

### А350—1000
Модел А350-1000 је продужен за 11 секција у односу на модел -900, и ући ће у употребу након модела -800. Ово је највећи модел А350 фамилије и може да превезе 350 путника у три класе, са 9 седишта у реду. Имаће долет од 15.600 km (8,400 ). Дизајниран је да се такмичи са Боингом 777-300ЕР и директно замени модел Ербас А340-600.
Ербас А350-1000 ће имати мало веће крило у односу на моделе -800/900; повећана је површина закрилаца за 4%. Ово ће повећати узгон при полетању и боље крстареће перформансе.

## Карактеристике
Спецификације су прелиминарне док се не заврши утврди коначан дизајн.
| Модел                                      | A350-800                                                             | A350-900                                                             | A350-900Р                                                            | A350-900Ф                                            | A350-1000                                                            |
| ------------------------------------------ | -------------------------------------------------------------------- | -------------------------------------------------------------------- | -------------------------------------------------------------------- | ---------------------------------------------------- | -------------------------------------------------------------------- |
| Чланова посаде                             | Two                                                                  | Two                                                                  | Two                                                                  | Two                                                  | Two                                                                  |
| Капацитет                                  | 280 (3-класе) 276–312 (2-класе) 375 (1-класа типично) 440 (максимум) | 314 (3-класе) 315–366 (2-класе) 420 (1-класа типично) 475 (максимум) | 314 (3-класе) 315–366 (2-класе) 420 (1-класа типично) 475 (максимум) | -                                                    | 350 (3-класе) 369–412 (2-класе) 475 (1-класа типично) 550 (максимум) |
| Дужина                                     | 60.54 m                                                              | 66.89 m                                                              | 66.89 m                                                              | 66.89 m                                              | 73.88 m                                                              |
| Размах крила                               | 64.8 m                                                               | 64.8 m                                                               | 64.8 m                                                               | 64.8 m                                               | 64.8 m                                                               |
| Површина крила                             | 443 m²                                                               | 443 m²                                                               | ~460 m²                                                              | ~460 m²                                              | ~460 m²                                                              |
| Угао стреле крила                          | 31.9°                                                                | 31.9°                                                                | 31.9°                                                                | 31.9°                                                | 31.9°                                                                |
| Висина                                     | 17.05 m                                                              | 17.05 m                                                              | 17.05 m                                                              | 17.05 m                                              | 17.05 m                                                              |
| Ширина трупа                               | 5.96 m                                                               | 5.96 m                                                               | 5.96 m                                                               | 5.96 m                                               | 5.96 m                                                               |
| Висина трупа                               | 6.09 m                                                               | 6.09 m                                                               | 6.09 m                                                               | 6.09 m                                               | 6.09 m                                                               |
| Ширина кабине                              | 5.61 m                                                               | 5.61 m                                                               | 5.61 m                                                               | 5.61 m                                               | 5.61 m                                                               |
| Максимална полетна маса                    | 259 t                                                                | 268 t                                                                | 298 t                                                                | 298 t                                                | 308 t                                                                |
| Максимална маса при слетању                | 193 t                                                                | 205 t                                                                |                                                                      |                                                      | 233 t                                                                |
| Маса празне летелице                       |                                                                      | 115.7 t                                                              |                                                                      |                                                      |                                                                      |
| Теретни капацитет                          | 28 ЛД3 или 9 палета                                                  | 36 ЛД3 или 11 палета                                                 |                                                                      | 90 t                                                 | 44 ЛД3 или 14 палета                                                 |
| Крстарећа брзина                           | 0.85 Маха (903km/h, 561mph, 487 чворова, на 12.19km)                 | 0.85 Маха (903km/h, 561mph, 487 чворова, на 12.19km)                 | 0.85 Маха (903km/h, 561mph, 487 чворова, на 12.19km)                 | 0.85 Маха (903km/h, 561mph, 487 чворова, на 12.19km) | 0.85 Маха (903km/h, 561mph, 487 чворова, на 12.19km)                 |
| Максимална крстарећа брзина                | 0.89 Маха (945km/h, 587mph, 510 чворова, на12.19km)                  | 0.89 Маха (945km/h, 587mph, 510 чворова, на12.19km)                  | 0.89 Маха (945km/h, 587mph, 510 чворова, на12.19km)                  | 0.89 Маха (945km/h, 587mph, 510 чворова, на12.19km)  | 0.89 Маха (945km/h, 587mph, 510 чворова, на12.19km)                  |
| Максималан долет (са путницима и пртљагом) | 15700 km                                                             | 15000 km                                                             | 19100 km                                                             | 9250 km Са максималним теретом                       | 15600 km                                                             |
| Капацитет горива                           | 129000 L                                                             | 138000 L                                                             |                                                                      |                                                      | 156000 L                                                             |
| Плафон лета                                | 13.1 km                                                              | 13.1 km                                                              |                                                                      |                                                      | 13.1 km                                                              |
| Мотори (2×)                                | Ролс-Ројс Трент                                                      | Ролс-Ројс Трент                                                      | Ролс-Ројс Трент                                                      | Ролс-Ројс Трент                                      | Ролс-Ројс Трент                                                      |
| Максималан потисак                         | 351 kN                                                               | 374 kN                                                               | 414 kN                                                               | 414 kN                                               | 431 kN                                                               |

## Наруџбине и испоруке
До краја децембра 2016. године 45 купца је наручило 818 Ербаса А350.
|                                     |
| Подаци од 31. децембра 2016. године |

| A350-800 | A350-900 | A350-1000 | Укупно наручених |
| 8        | 599      | 211       | 818              |

Извор: Ербасови подати о наруџбинама
|                | 2006 | 2007 | 2008 | 2009 | 2010 | 2011 | 2012 | 2013 | 2014 | 2015 | 2016 | Укупно |
| Нето наруџбине | 20   | 330  | 133  | 22   | 78   | -31  | 27   | 230  | -32  | -3   | 41   | 818    |
| Доставе        | –    | –    | –    | –    | –    | –    | –    | –    | 1    | 14   | 49   | 64     |

### Оператори
| Авио-компанија    | Улазак у службу   | Ливерија авио-компаније | Авио-компанија          | Улазак у службу    | Ливерија авио-компаније |
| ----------------- | ----------------- | ----------------------- | ----------------------- | ------------------ | ----------------------- |
| Катар ервејз      | 15. јануар 2015.  |                         | Вијетнам ерлајнс        | јул 2015.          |                         |
| Финер             | 9. октобар 2015.  |                         | LAТАМ Бразил            | 25. јануар 2016.   |                         |
| Сингапур ерлајнс  | 8. март 2016.     |                         | Катеј пасифик ервејз    | 1. јун 2016.       |                         |
| Итиопијан ерлајнс | 1. јул 2016.      |                         | Тај ервејз интернашонал | 4. септембар 2016. |                         |
| Чајна ерлајнс     | 30. октобар 2016. |                         | Луфтханза               | јануар 2017.       |                         |